# Villa El Chocón
Villa El Chocón is een plaats in het Argentijnse bestuurlijke gebied Confluencia in de provincie Neuquén. De plaats telt 957 inwoners.